# バイオ・ハンター
『バイオ・ハンター』（Bio Hunter）は、細野不二彦による日本の漫画作品、およびそれを原作としたOVA作品。『月刊コミックバーガー』（スコラ）にて連載された。単行本は全1巻、OVAは全1巻。

## あらすじ
巷では、人間を怪物に変えてしまうデモンウイルスによる事件が起きていた。
デモンウイルスの研究者である越ヶ谷と駒田は、デモンウイルスとの関連性を見出すべく、奇妙な連続女性殺人事件を追いかけていった。

## 登場人物
駒田
本作の主人公である、デモンウイルスの研究者。彼自身もデモンウイルスに感染しながらもウイルスをコントロールしており、怪物と化した感染者に近づくと落涙し、自らも怪物と化するという体質を持つ。
越ヶ谷
本作のもう一人の主人公。デモンウイルスの研究で知られる大学教授。助平な一面も目立つ。

## 単行本
- バイオ・ハンター（1991年4月16日、ISBN 4796241035）
- バイオ・ハンター (スコラ漫画文庫シリーズ) (1996年4月 ISBN 4796203877）

## OVA
東映VANIMEレーベルのOVAとして1995年にリリース。

### キャスト
- 駒田 - 関俊彦
- 越ヶ谷 - 井上和彦
- さやか - 皆口裕子
- 多部 - 石田太郎
- 卜堂 - 大塚周夫
- 美川 - 大友龍三郎
- 真理絵 - 五十嵐麗
- ボス - 島香裕
- 警官 - 中村大樹
- 上司 - 室園丈裕
- OL - 大塚瑞恵
- 手下 - 宮崎一成

### スタッフ
- 原作 - 細野不二彦（スコラ刊「バイオ・ハンター」）
- 制作 - 山本又一朗、丸山正雄、高橋尚子
- 監修・脚本 - 川尻善昭
- 監督・コンテ - 佐藤雄三
- キャラクターデザイン・作画監督 - 浜崎博嗣
- 美術監督 - 番野雅好
- 撮影監督 - 山口仁
- 音響監督 - 本田保則
- 音響効果 - 倉橋静男
- 音楽 - 天野正道
- 編集 - 尾形治敏、伊藤勇喜子
- アニメーション制作 - マッドハウス
- 製作 - 東映ビデオ、フィルムリンク・インターナショナル、グッドヒルヴィジョン

### リリース
- VHS、LD - 1995年12月8日
- DVD - 2008年6月21日